# A Younger epizódjainak listája
Ez a cikk a Younger című sorozat epizódjait tartalmazza.

## Évados áttekintés
| Évad | Évad | Epizódok | Eredeti sugárzás     | Eredeti sugárzás     | Eredeti adó       | Magyar sugárzás      | Magyar sugárzás   | Magyar adó |
| Évad | Évad | Epizódok | Évadpremier          | Évadfinálé           | Eredeti adó       | Évadpremier          | Évadfinálé        | Magyar adó |
| ---- | ---- | -------- | -------------------- | -------------------- | ----------------- | -------------------- | ----------------- | ---------- |
|      | 1    | 12       | 2015. március 31.    | 2015. június 9.      | TV Land           | 2019. április 15.    | 2019. április 29. | Sony Max   |
|      | 2    | 12       | 2016. január 13.     | 2016. március 23.    | TV Land           | 2019. április 30.    | 2019. május 15.   | Sony Max   |
|      | 3    | 12       | 2016. szeptember 28. | 2016. december 14.   | TV Land           | 2019. május 16.      | 2019. május 31.   | Sony Max   |
|      | 4    | 12       | 2017. június 28.     | 2017. szeptember 13. | TV Land           | 2019. június 3.      | 2019. június 18.  | Sony Max   |
|      | 5    | 12       | 2018. június 5.      | 2018. augusztus 28.  | TV Land           | 2019. június 19.     | 2019. július 4.   | Sony Max   |
|      | 6    | 12       | 2019. június 12.     | 2019. szeptember 4.  | TV Land           | 2020. szeptember 26. | 2020. október 10. | Sony Max   |
|      | 7    | 12       | 2021. április 15.    | 2021. június 10.     | Paramount+ / Hulu | n/a                  | n/a               | n/a        |

## Epizódok

### 1. évad (2015)
| Sor. | Év. | Cím                                               | Rendező         | Író                                                  | Premier                             | Nézettség   |
| ---- | --- | ------------------------------------------------- | --------------- | ---------------------------------------------------- | ----------------------------------- | ----------- |
| 1.   | 1.  | Bevezető rész (Pilot)                             | Darren Star     | Darren Star                                          | 2015. március 31. 2019. április 15. | 0,50 millió |
| 2.   | 2.  | Topless kedd (Liza Sows Her Oates)                | Darren Star     | Darren Star                                          | 2015. március 31. 2019. április 15. | 0,46 millió |
| 3.   | 3.  | IRL (IRL)                                         | Darren Star     | Dottie Dartland Zicklin és Eric Zicklin              | 2015. április 7. 2019. április 16.  | 0,51 millió |
| 4.   | 4.  | Exek (The Exes)                                   | Tamra Davis     | Rick Singer                                          | 2015. április 14. 2019. április 17. | 0,34 millió |
| 5.   | 5.  | Csajkódex (Girl Code)                             | Tamra Davis     | Alison Brown                                         | 2015. április 21. 2019. április 18. | 0,55 millió |
| 6.   | 6.  | Spinélvezet (Shedonism)                           | Arlene Sanford  | Darren Star, Dottie Dartland Zicklin és Eric Zicklin | 2015. április 28. 2019. április 19. | 0,65 millió |
| 7.   | 7.  | Bugyitlan és csóró (Broke and Pantyless)          | Peter Lauer     | Darren Star                                          | 2015. május 5. 2019. április 22.    | 0,58 millió |
| 8.   | 8.  | Bébiszitter (Sk8)                                 | Peter Lauer     | Dottie Dartland Zicklin                              | 2015. május 12. 2019. április 23.   | 0,62 millió |
| 9.   | 9.  | Hülyével vagyok (I'm with Stupid)                 | Steven Tsuchida | Alison Brown                                         | 2015. május 19. 2019. április 24.   | 0,50 millió |
| 10.  | 10. | A tetovált srác (The Boy With the Dragon Tattoo)  | Steven Tsuchida | Rick Singer                                          | 2015. május 26. 2019. április 25.   | 0,59 millió |
| 11.  | 11. | Csáb-bicva (Hot Mitzvah)                          | Tricia Brock    | Dottie Dartland Zicklin                              | 2015. június 2. 2019. április 26.   | 0,66 millió |
| 12.  | 12. | Az öreglány és a tenger (The Old Ma'am and the C) | Tricia Brock    | Darren Star                                          | 2015. június 9. 2019. április 29.   | 0,65 millió |

### 2. évad (2016)
| Sor. | Év. | Cím                                                       | Rendező         | Író                                     | Premier                            | Nézettség   |
| ---- | --- | --------------------------------------------------------- | --------------- | --------------------------------------- | ---------------------------------- | ----------- |
| 13.  | 1.  | Tetkó (Tattoo You)                                        | Steven Tsuchida | Darren Star                             | 2016. január 13. 2019. április 30. | 0,54 millió |
| 14.  | 2.  | Majré (The Mao Function)                                  | Steven Tsuchida | Dottie Dartland Zicklin és Eric Zicklin | 2016. január 13. 2019. május 1.    | 0,43 millió |
| 15.  | 3.  | Úgy, mint egy főnök (Like a Boss)                         | Peter Lauer     | Alison Brown                            | 2016. január 20. 2019. május 2.    | 0,57 millió |
| 16.  | 4.  | A Jade-terv (The Jade Crusade)                            | Peter Lauer     | Jessie Cantrell                         | 2016. január 27. 2019. május 3.    | 0,57 millió |
| 17.  | 5.  | Jersey zűr (Jersey, Sure)                                 | Tamra Davis     | Terri Minsky                            | 2016. február 3. 2019. május 6.    | 0,62 millió |
| 18.  | 6.  | Jade-jelentés (Un-Jaded)                                  | Tamra Davis     | Rick Singer                             | 2016. február 10. 2019. május 7.   | 0,57 millió |
| 19.  | 7.  | A sűrűjében (Into the Woods & Out of the Woods)           | Todd Biermann   | Eliot Glazer                            | 2016. február 17. 2019. május 8.   | 0,62 millió |
| 20.  | 8.  | Terápián túl (Beyond Therapy)                             | Todd Biermann   | Grant Sloss                             | 2016. február 24. 2019. május 9.   | 0,71 millió |
| 21.  | 9.  | A jó pásztor (The Good Shepherd)                          | Andrew Fleming  | Darren Star                             | 2016. március 2. 2019. május 10.   | 0,64 milliő |
| 22.  | 10. | Rossz románc (Bad Romance)                                | Andrew Fleming  | Alison Brown                            | 2016. március 9. 2019. május 13.   | 0,62 millió |
| 23.  | 11. | Titkok és Liza-ságok (Secrets & Liza)                     | Peter Lauer     | Dottie Dartland Zicklin és Eric Zicklin | 2016. március 16. 2019. május 14.  | 0,65 millió |
| 24.  | 12. | Nincs esküvő és van egy temetés (No Weddings & a Funeral) | Peter Lauer     | Darren Star                             | 2016. március 23. 2019. május 15.  | 0,68 millió |

### 3. évad (2016)
| Sor. | Év. | Cím                                                 | Rendező                 | Író                                                  | Premier                              | Nézettség   |
| ---- | --- | --------------------------------------------------- | ----------------------- | ---------------------------------------------------- | ------------------------------------ | ----------- |
| 25.  | 1.  | Csak egy csók (A Kiss is Just a Kiss)               | Steven Tsuchida         | Darren Star                                          | 2016. szeptember 28. 2019. május 16. | 0,50 millió |
| 26.  | 2.  | A mályvacukor kísérlet (The Marshmallow Experiment) | Steven Tsuchida         | Dottie Dartland Zicklin és Eric Zicklin              | 2016. október 5. 2019. május 17.     | 0,54 millió |
| 27.  | 3.  | A könyvek végnapjai (Last Days of Books)            | Tricia Brock            | Alison Brown                                         | 2016. október 12. 2019. május 20.    | 0,53 millió |
| 28.  | 4.  | Egy este az operában (A Night at the Opera)         | Tricia Brock            | Grant Sloss                                          | 2016. október 19. 2019. május 21.    | 0,45 millió |
| 29.  | 5.  | P, mint palacsinta (P Is for Pancake)               | Peter Lauer             | Jessie Cantrell                                      | 2016. október 26. 2019. május 22.    | 0,57 millió |
| 30.  | 6.  | A nagy Ó (Me, Myself, and O)                        | Peter Lauer             | Lyle Friedman és Ashley Skidmore                     | 2016. november 2. 2019. május 23.    | 0,55 millió |
| 31.  | 7.  | Sóvárgó nők (Ladies Who Lust)                       | Todd Biermann           | Lila Feinberg                                        | 2016. november 9. 2019. május 24.    | 0,55 millió |
| 32.  | 8.  | Tekerjünk! (What's Up, Dock?)                       | Todd Biermann           | Alison Brown                                         | 2016. november 16. 2019. május 27.   | 0,62 millió |
| 33.  | 9.  | Egy fülledt péntek (Summer Friday)                  | Peter Lauer             | Darren Star                                          | 2016. november 30. 2019. május 28.   | 0,66 millió |
| 34.  | 10. | Galamb, papagáj, gólya (Pigeons, Parrots & Storks)  | Peter Lauer             | Dottie Dartland Zicklin és Eric Zicklin              | 2016. december 7. 2019. május 29.    | 0,65 millió |
| 35.  | 11. | Emlékezetes könyvvásár (A Book Fair to Remember)    | Andrew Fleming          | Alison Brown                                         | 2016. december 14. 2019. május 30.   | 0,60 millió |
| 36.  | 12. | Szemben az igazsággal (Get Real)                    | Dottie Dartland Zicklin | Darren Star, Dottie Dartland Zicklin és Eric Zicklin | 2016. december 14. 2019. május 31.   | 0,55 millió |

### 4. évad (2017)
| Sor. | Év. | Cím                                                  | Rendező                 | Író                                     | Premier                               | Nézettség   |
| ---- | --- | ---------------------------------------------------- | ----------------------- | --------------------------------------- | ------------------------------------- | ----------- |
| 37.  | 1.  | Az igazság után (Post Truth)                         | Steven Tsuchida         | Darren Star                             | 2017. június 28. 2019. június 3.      | 0,80 millió |
| 38.  | 2.  | Figgedjünk le, mind! (Gettin' Hygge with It)         | Steven Tsuchida         | Dottie Dartland Zicklin                 | 2017. július 5. 2019. június 4.       | 0,66 millió |
| 39.  | 3.  | Tűzben kovácsolt (Forged in Fire)                    | Todd Biermann           | Alison Brown                            | 2017. július 12. 2019. június 5.      | 0,71 millió |
| 40.  | 4.  | Rózsaszínben (In the Pink)                           | Todd Biermann           | Grant Sloss                             | 2017. július 19. 2019. június 6.      | 0,67 millió |
| 41.  | 5.  | Maggie ajándéka (The Gift of the Maggie)             | Brennan Shroff          | Ashley Skidmore és Lyle Friedman        | 2017. július 26. 2019. június 7.      | 0,67 millió |
| 42.  | 6.  | Hajszál híján (A Close Shave)                        | Brennan Shroff          | Don Roos                                | 2017. augusztus 2. 2019. június 10.   | 0,74 millió |
| 43.  | 7.  | Csináljuk a fesztivált (Fever Pitch)                 | Peter Lauer             | Joe Murphy                              | 2017. augusztus 9. 2019. június 11.   | 0,70 millió |
| 44.  | 8.  | Fagyi és fanszőr (The Gelato and the Pube)           | Peter Lauer             | Dottie Dartland Zicklin és Eric Zicklin | 2017. augusztus 16. 2019. június 12.  | 0,70 millió |
| 45.  | 9.  | Pound Ridge-i incidens (The Incident at Pound Ridge) | Dottie Dartland Zicklin | Dottie Dartland Zicklin és Alison Brown | 2017. augusztus 23. 2019. június 13.  | 0,76 millió |
| 46.  | 10. | Regény házasság (A Novel Marriage)                   | Andrew Fleming          | Alison Brown                            | 2017. augusztus 30. 2019. június 14.  | 0,83 millió |
| 47.  | 11. | Igazából szerelem (It's Love, Actually)              | Andrew Fleming          | Grant Sloss                             | 2017. szeptember 6. 2019. június 17.  | 0,76 millió |
| 48.  | 12. | Dilemmák (Irish Goodbye)                             | Todd Biermann           | Darren Star, Don Roos és Joe Murphy     | 2017. szeptember 13. 2019. június 18. | 0,83 millió |

### 5. évad (2018)
| Sor. | Év. | Cím                                                 | Rendező         | Író                                     | Premier                             | Nézettség   |
| ---- | --- | --------------------------------------------------- | --------------- | --------------------------------------- | ----------------------------------- | ----------- |
| 49.  | 1.  | LizaToo (#LizaToo)                                  | Steven Tsuchida | Darren Star                             | 2018. június 5. 2019. június 19.    | 0,60 millió |
| 50.  | 2.  | Titanic (A Titanic Problem)                         | Steven Tsuchida | Dottie Dartland Zicklin és Eric Zicklin | 2018. június 12. 2019. június 20.   | 0,70 millió |
| 51.  | 3.  | Vége a turnénak (The End of the Tour)               | Peter Lauer     | Alison Brown                            | 2018. június 19. 2019. június 21.   | 0,64 millió |
| 52.  | 4.  | A tehetséges Mr. Ridley (The Talented Mr. Ridley)   | Peter Lauer     | Grant Sloss                             | 2018. június 26. 2019. június 24.   | 0,74 millió |
| 53.  | 5.  | Kormentes korszak (Big Little Liza)                 | Miriam Shor     | Ashley Skidmore                         | 2018. július 10. 2019. június 25.   | 0,55 millió |
| 54.  | 6.  | Szex, Liza, Rock & Roll (Sex, Liza and Rock & Roll) | Steven Tsuchida | Joe Murphy                              | 2018. július 17. 2019. június 26.   | 0,57 millió |
| 55.  | 7.  | A karácsony csodája (A Christmas Miracle)           | Peter Lauer     | Grant Sloss                             | 2018. július 24. 2019. június 27.   | 0,64 millió |
| 56.  | 8.  | Buborék (The Bubble)                                | Peter Lauer     | Dottie Dartland Zicklin és Eric Zicklin | 2018. július 31. 2019. június 28.   | 0,65 millió |
| 57.  | 9.  | Tülkölj, ha kanos vagy! (Honk if You're Horny)      | Todd Biermann   | Alison Brown                            | 2018. augusztus 7. 2019. július 1.  | 0,79 millió |
| 58.  | 10. | Kisiklás (Girls on the Side)                        | Todd Biermann   | Joe Murphy                              | 2018. augusztus 14. 2019. július 2. | 0,74 millió |
| 59.  | 11. | Fraudlein (Fraudlein)                               | Andrew Fleming  | Don Roos                                | 2018. augusztus 21. 2019. július 3. | 0,70 millió |
| 60.  | 12. | Kockázat kiiktatva (Lizability)                     | Andrew Fleming  | Darren Star és Grant Sloss              | 2018. augusztus 28. 2019. július 4. | 0,73 millió |

### 6. évad (2019)
| Sor. | Év. | Cím                                                          | Rendező         | Író                                                                                  | Premier                               | Nézettség   |
| ---- | --- | ------------------------------------------------------------ | --------------- | ------------------------------------------------------------------------------------ | ------------------------------------- | ----------- |
| 61.  | 1.  | Nagy nap (Big Day)                                           | Steven Tsuchida | Történet: Alison Greenberg, Dottie és Eric Zicklin Tévéjáték: Dottie és Eric Zicklin | 2019. június 12. 2020. szeptember 26. | 0,64 millió |
| 62.  | 2.  | Lehúzott szerelem (Flush With Love)                          | Steven Tsuchida | Don Roos                                                                             | 2019. június 19. 2020. szeptember 26. | 0,58 millió |
| 63.  | 3.  | Nem közönséges bűnöző (The Unusual Suspect)                  | Brennan Shroff  | Grant Sloss                                                                          | 2019. június 26. 2020. szeptember 26. | 0,53 millió |
| 64.  | 4.  | A belsős trutymó (An Inside Glob)                            | Miriam Shor     | Alison Brown                                                                         | 2019. július 10. 2020. szeptember 26. | 0,65 millió |
| 65.  | 5.  | Kőkemény küzdelem (Stiff Competition)                        | Peter Lauer     | Joe Murphy                                                                           | 2019. július 17. 2020. október 3.     | 0,63 millió |
| 66.  | 6.  | Fúziós sorok (Merger, She Wrote)                             | Peter Lauer     | Ashley Skidmore                                                                      | 2019. július 24. 2020. október 3.     | 0,50 millió |
| 67.  | 7.  | Barátság extrákkal (Friends with Benefits)                   | Todd Biermann   | Darren Star                                                                          | 2019. július 31. 2020. október 3.     | 0,45 millió |
| 68.  | 8.  | Botrány gála (The Debu-taunt)                                | Todd Biermann   | Sarah Choi                                                                           | 2019. augusztus 7. 2020. október 3.   | 0,61 millió |
| 69.  | 9.  | Y generációs topmodell leszek (Millennial's Next Top Model)  | Jennifer Arnold | Grant Sloss                                                                          | 2019. augusztus 14. 2020. október 10. | 0,55 millió |
| 70.  | 10. | Csak a lóvé számít, szivi! (It's All About the Money, Honey) | Jennifer Arnold | Alison Brown                                                                         | 2019. augusztus 21. 2020. október 10. | 0,64 millió |
| 71.  | 11. | Hol van a hősnő? (Holding Out For A SHero)                   | Peter Lauer     | Joe Murphy                                                                           | 2019. augusztus 28. 2020. október 10. | 0,55 millió |
| 72.  | 12. | Örökké (Forever)                                             | Peter Lauer     | Don Roos                                                                             | 2019. szeptember 4. 2020. október 10. | 0,63 millió |

### 7. évad (2021)
| Sor. | Év. | Cím                                  | Rendező         | Író                                     | Premier           |
| ---- | --- | ------------------------------------ | --------------- | --------------------------------------- | ----------------- |
| 73.  | 1.  | A Decent Proposal                    | Andrew Fleming  | Darren Star                             | 2021. április 15. |
| 74.  | 2.  | It’s the End of the World, Worm Girl | Andrew Fleming  | Don Roos                                | 2021. április 15. |
| 75.  | 3.  | FKA Millennial                       | Andrew Fleming  | Dottie Dartland Zicklin és Eric Zicklin | 2021. április 15. |
| 76.  | 4.  | Risky Business                       | Andrew Fleming  | Alison Brown                            | 2021. április 15. |
| 77.  | 5.  | The Last Unicorn                     | Jennifer Arnold | Grant Sloss                             | 2021. április 22. |
| 78.  | 6.  | The F Word                           | Jennifer Arnold | Sarah Choi                              | 2021. április 29. |
| 79.  | 7.  | The Son Also Rises                   | Jennifer Arnold | Joe Murphy                              | 2021. május 6.    |
| 80.  | 8.  | The Baroness                         | Jennifer Arnold | Don Roos                                | 2021. május 13.   |
| 81.  | 9.  | Fallout                              | Peter Lauer     | Alison Brown                            | 2021. május 20.   |
| 82.  | 10. | Inku-baited                          | Peter Lauer     | Grant Sloss                             | 2021. május 27.   |
| 83.  | 11. | Make No Mustique                     | Peter Lauer     | Dottie Dartland Zicklin és Eric Zicklin | 2021. június 3.   |
| 84.  | 12. | Older                                | Peter Lauer     | Darren Star                             | 2021. június 10.  |